# Кавалари (Казерта)
Кавалари је насеље у Италији у округу Казерта, региону Кампанија.
Према процени из 2011. у насељу је живело 127 становника. Насеље се налази на надморској висини од 318 м.